# میتسوبیشی کی۳ام
میتسوبیشی کی۳ام (به انگلیسی: Mitsubishi K3M) یک هواپیمای ساختِ کارخانهٔ میتسوبیشی در کشور ژاپن است. نخستین استفاده‌کنندهٔ این هواپیما IJN Air Service بوده‌است. این هواپیما برای نخستین بار در ۱۹۳۰ میلادی مورد استفاده قرار گرفت.